# 群山玉山信号場
群山玉山信号場（クンサノクサンしんごうじょう）は全北特別自治道群山市にある韓国鉄道公社の信号場である。

## 路線
- 韓国鉄道公社
  - 群山港線
  - 沃溝線

## 沿革
- 2020年12月10日 - 開業。

## 隣の駅
韓国鉄道公社
群山港線
大野駅 - 群山玉山信号場 - 群山港駅
沃溝線
群山玉山信号場 - 沃溝駅